# Andalusien-Rundfahrt 2011
Die 57. Andalusien-Rundfahrt (offiziell: Vuelta a Andalucía Ruta Ciclista Del Sol) war ein Rad-Etappenrennen in der autonomen Gemeinschaft Andalusien in Spanien, das vom 20. bis zum 24. Februar 2011 stattfand. Es wurde in fünf Etappen über eine Gesamtdistanz von 680,6 Kilometern ausgetragen. Das Rennen war Teil der UCI Europe Tour 2011 und dort in die Kategorie 2.1 eingestuft.
Der Spanier Markel Irízar vom amerikanischen Team RadioShack entschied die Gesamtwertung mit einer Sekunde Vorsprung vor dem Belgier Jurgen Van Den Broeck (Omega Pharma-Lotto) denkbar knapp für sich. Irizars Teamkollege Levi Leipheimer belegte mit zwei Sekunden Rückstand ebenfalls nur knapp geschlagen den dritten Platz.

## Teams
Es starteten folgende Radsportteams:
ProTeams
- Rabobank
- Omega Pharma-Lotto
- Sky ProCycling
- Vacansoleil-DCM
- Team RadioShack
- Euskaltel-Euskadi
- Team Leopard-Trek
- Team Katjuscha
- Movistar Team

Professional Continental Teams
- Saur-Sojasun
- Caja Rural
- Skil-Shimano
- Geox-TMC
- Andalucía Caja Granada

Continental Teams
- Orbea
- Team NetApp
- KTM-Murcia

## Etappen
| Etappe | Tag         | Start – Ziel                  | km       | Etappensieger     |
| ------ | ----------- | ----------------------------- | -------- | ----------------- |
| Prolog | 20. Februar | Einzelzeitfahren in Benahavís | 6,8 km   | Jimmy Engoulvent  |
| 1.     | 21. Februar | Almuñér – Adra                | 161,3 km | Jonathan Hivert   |
| 2.     | 22. Februar | Otura – Jaén                  | 175,3 km | Francisco Ventoso |
| 3.     | 23. Februar | La Guardia de Jaén – Córdoba  | 174 km   | Óscar Freire      |
| 4.     | 24. Februar | Córdoba – Antequera           | 162,7 km | Óscar Freire      |